# Marsac-sur-l’Isle
Marsac-sur-l’Isle (okzitanisch: Marçac d’Eila) ist eine französische Gemeinde mit 3.165 Einwohnern (Stand: 1. Januar 2022) im Département Dordogne in der Region Nouvelle-Aquitaine. Sie gehört zum Arrondissement Périgueux und zum Kanton Coulounieix-Chamiers. Die Einwohner werden Marsacois und Marsacoises genannt.

## Geographie
Marsac-sur-l’Isle liegt etwa fünf Kilometer westlich von Périgueux am Fluss Isle. Umgeben wird Marsac-sur-l’Isle von den Nachbargemeinden Chancelade im Norden, Périgueux im Nordosten, Coulounieix-Chamiers im Osten, Coursac im Süden, Razac-sur-l’Isle im Südwesten sowie Annesse-et-Beaulieu im Westen.
Durch die Gemeinde führt die frühere Route nationale 89 (heutige D6089).

## Bevölkerungsentwicklung
| Jahr      | 1962 | 1968 | 1975 | 1982 | 1990 | 1999 | 2006 | 2018 |
| Einwohner | 1053 | 1216 | 1569 | 1657 | 1939 | 2200 | 2491 | 3105 |

## Sehenswürdigkeiten
- Kirche Saint-Saturnin, erbaut im 12. Jahrhundert, erweitert im 15. Jahrhundert, seit 1926 als Monument historique eingeschrieben
- Schloss Marsac
- Schloss Les Bernardoux (heutiges Rathaus) aus dem 19. Jahrhundert
- Schloss Saltgourde mit Golfparcours
- Herrenhaus von Chambon aus dem 19. Jahrhundert
- Schleuse La Roche

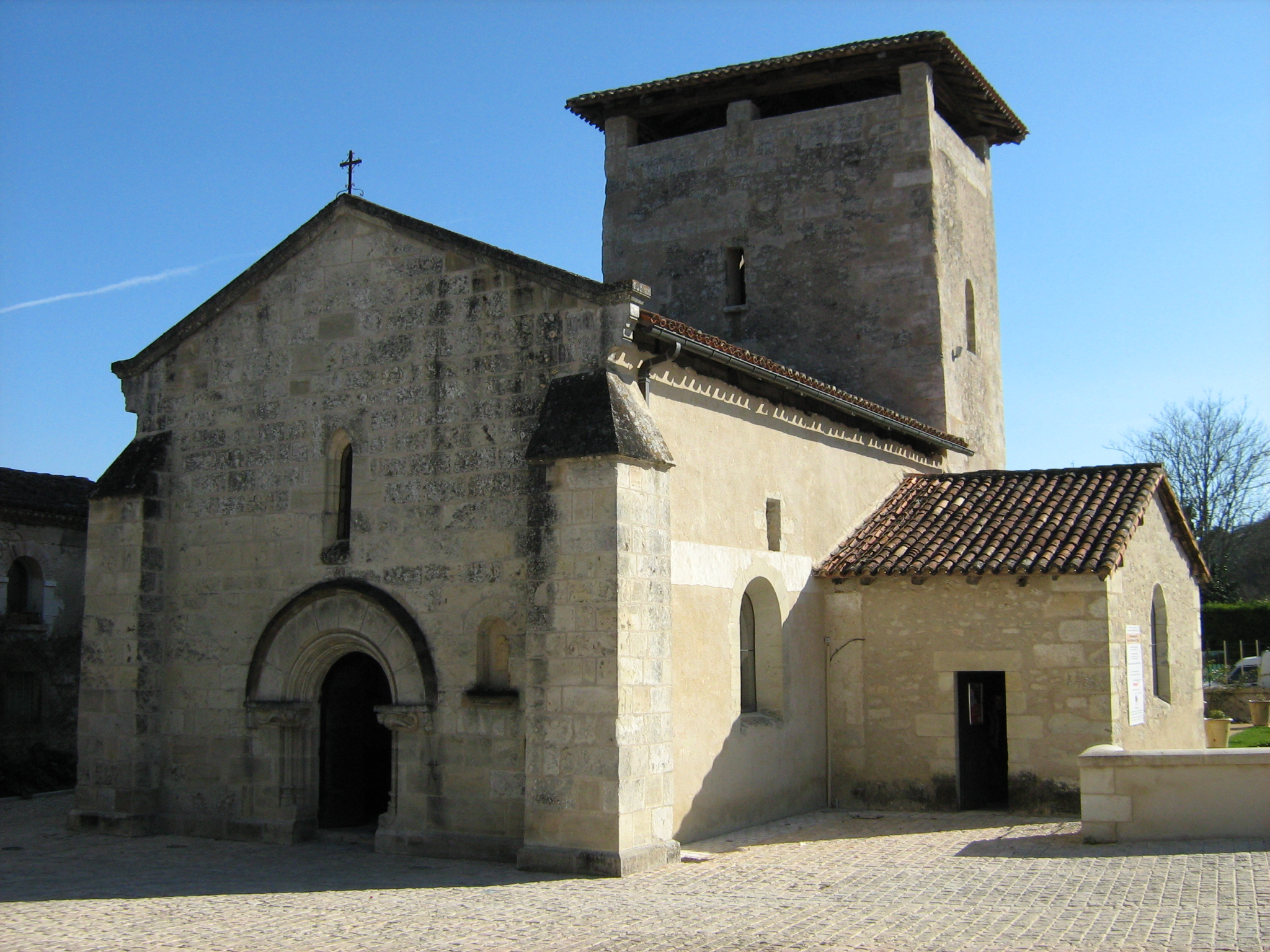
Kirche Saint-Saturnin
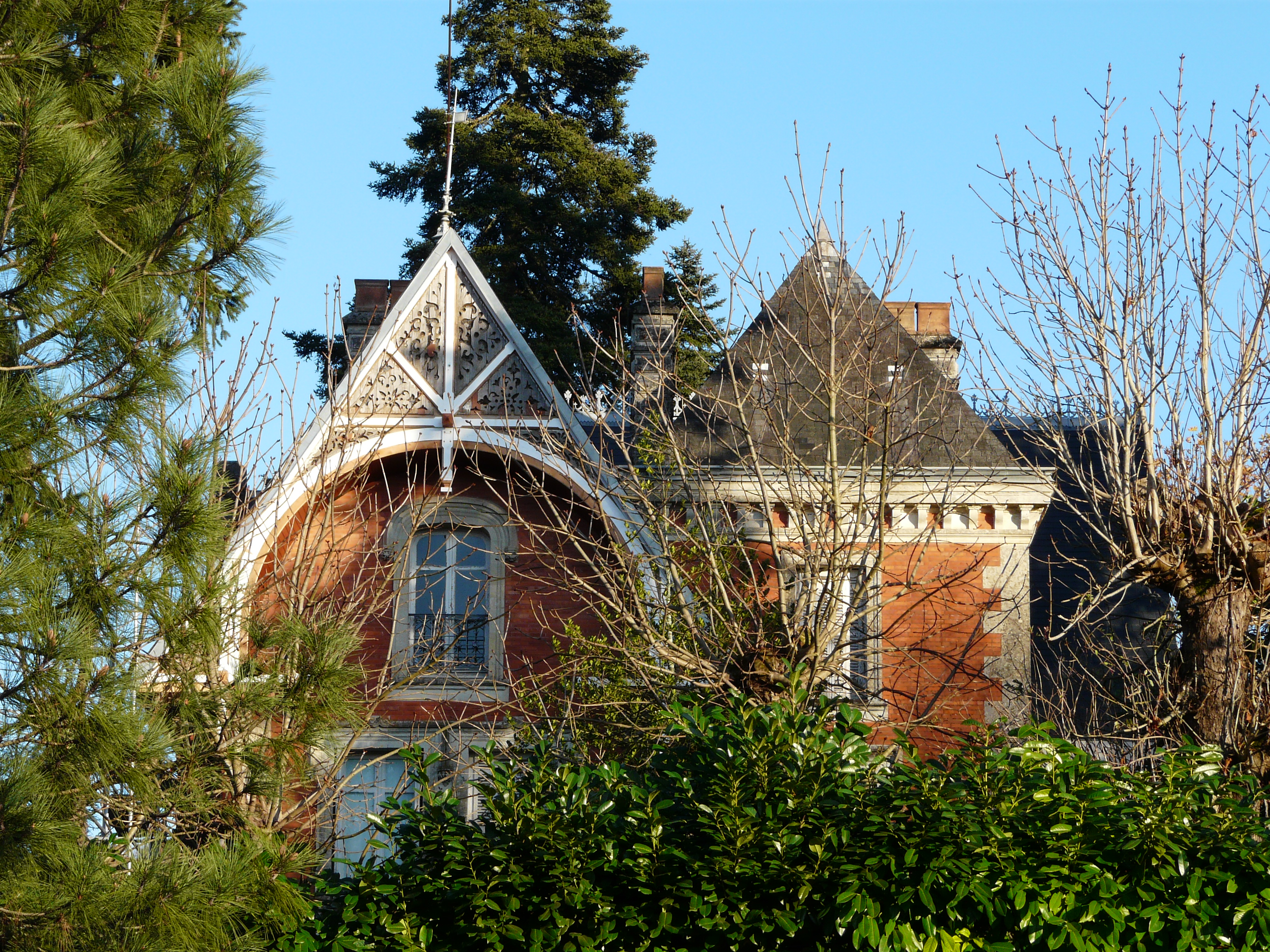
Schloss Marsac
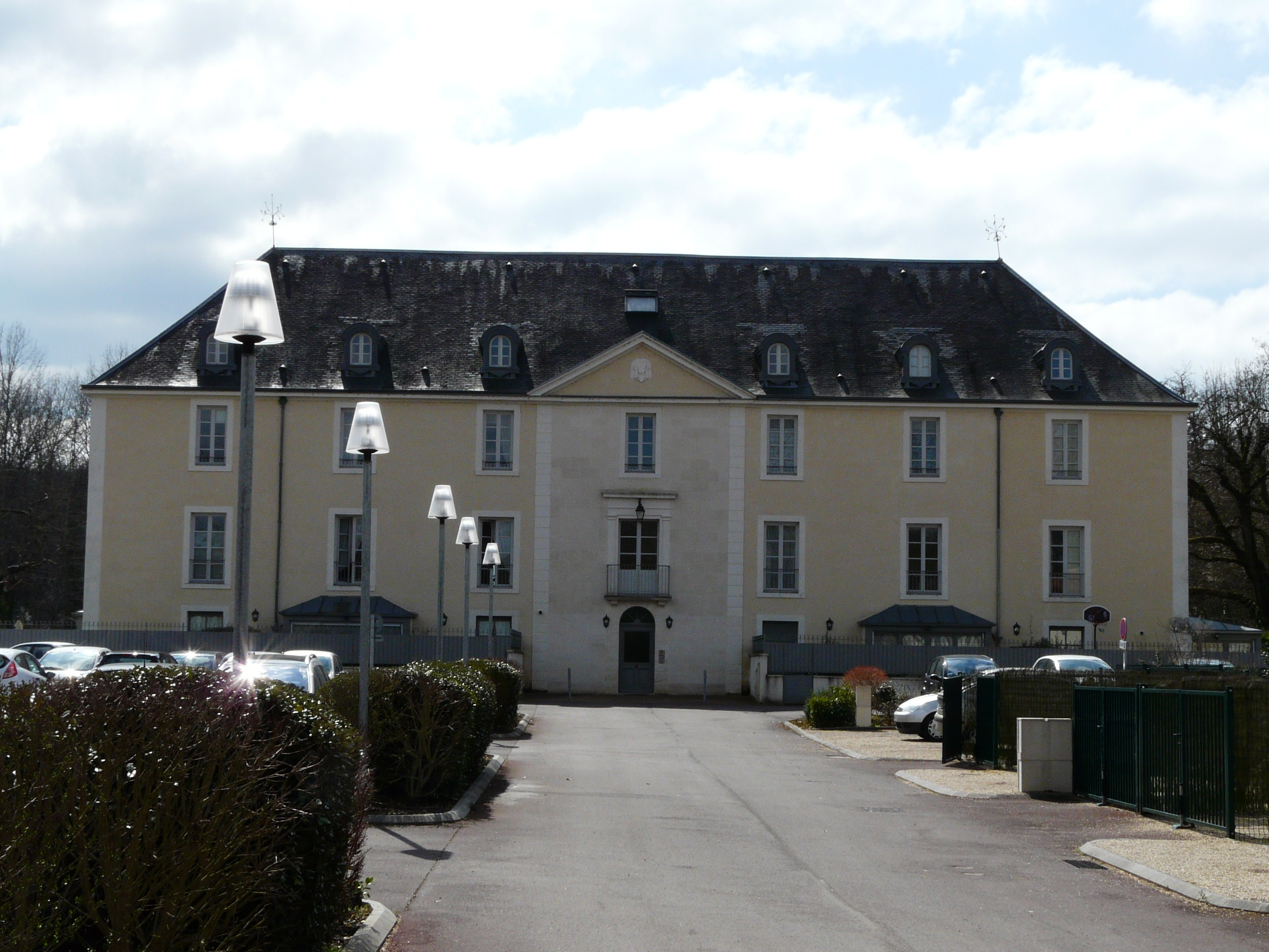
Schloss Saltgourde